# Bolesławów
Bolesławów (Duits: Wilhelmsthal) is een plaats in het Poolse woiwodschap Neder-Silezië, gelegen in de powiat Kłodzki. Het dorp telt 250 inwoners.